# Lilly zu Rantzau
Lilly Gräfin zu Rantzau (auch: Lilli zu Rantzau, * 11. März 1895 als Lilli Freiin von Maltzahn in Bromberg; † 9. Dezember 1988 in Freiburg im Breisgau) war eine deutsche Schriftstellerin.

## Leben
Lilly zu Rantzau war seit 1917 mit dem Polizeipräsidenten und späteren Ministerialrat Otto zu Rantzau verheiratet; aus der Ehe gingen zwei Söhne hervor, die beide im Zweiten Weltkrieg fielen. Das Ehepaar lebte während der Zeit des Nationalsozialismus in Berlin.
Lilly zu Rantzau verfasste mehrere Romane, von denen das Werk Kamerad Frau zwischen 1937 und 1941 eine Gesamtauflage von über 80.000 Exemplaren erreichte.

## Werke
- Sprung über den Schatten. Berlin 1931.
- Das Glied in der Kette. München 1935.
- Kamerad Frau. Berlin 1937.
- Der weiße Esel. Berlin 1939.
- Winterreise. Berlin 1943.
- Das Herz schlägt weiter. Berlin 1950.